# Кубано-Чорноморська Радянська Республіка
45°02′00″ пн. ш. 38°58′00″ сх. д. / 45.03333333° пн. ш. 38.96666667° сх. д.
Кубано-Чорноморська Радянська республіка у складі РРФСР — назва територіального утворення зі столицею у Катеринодарі, що виникло внаслідок об'єднання Кубанської та Чорноморської радянських республік. Про злуку було оголошено на III з'їзді Рад Кубані та Чорномор'я, що відбувався з 28 по 30 травня 1918. Головою Центрального Виконавчого Комітету був обраний Абрам Рубін, а виконавчу владу очолив голова Ради Народних Комісарів Ян Полуян. Об'єднані збройні сили очолив Михайло Бушко-Жук.
В середині червня Кубано-Чорноморська Радянська республіка зіткнулася з наступом грузинських військ, які зайняли узбережжя Чорного моря від Гагр до Туапсе, а Таманський півострів окупувала німецька армія. Кубано-Чорноморська та Ставропольська республіки були об’єднані на I-му Північно-Кавказькому з'їзді Рад. Ця подія відбувалася у Катеринодарі з 5 липня по 7 липня 1918 року за присутності Серго Орджонікідзе. Нове державне утворення отримало назву Північно-Кавказька Радянська Республіка. У серпні 1918 року більшовики були вибиті з Катеринодару Добровольчою армією, до складу якої увійшли загони Кубанської народної республіки.